# Morana

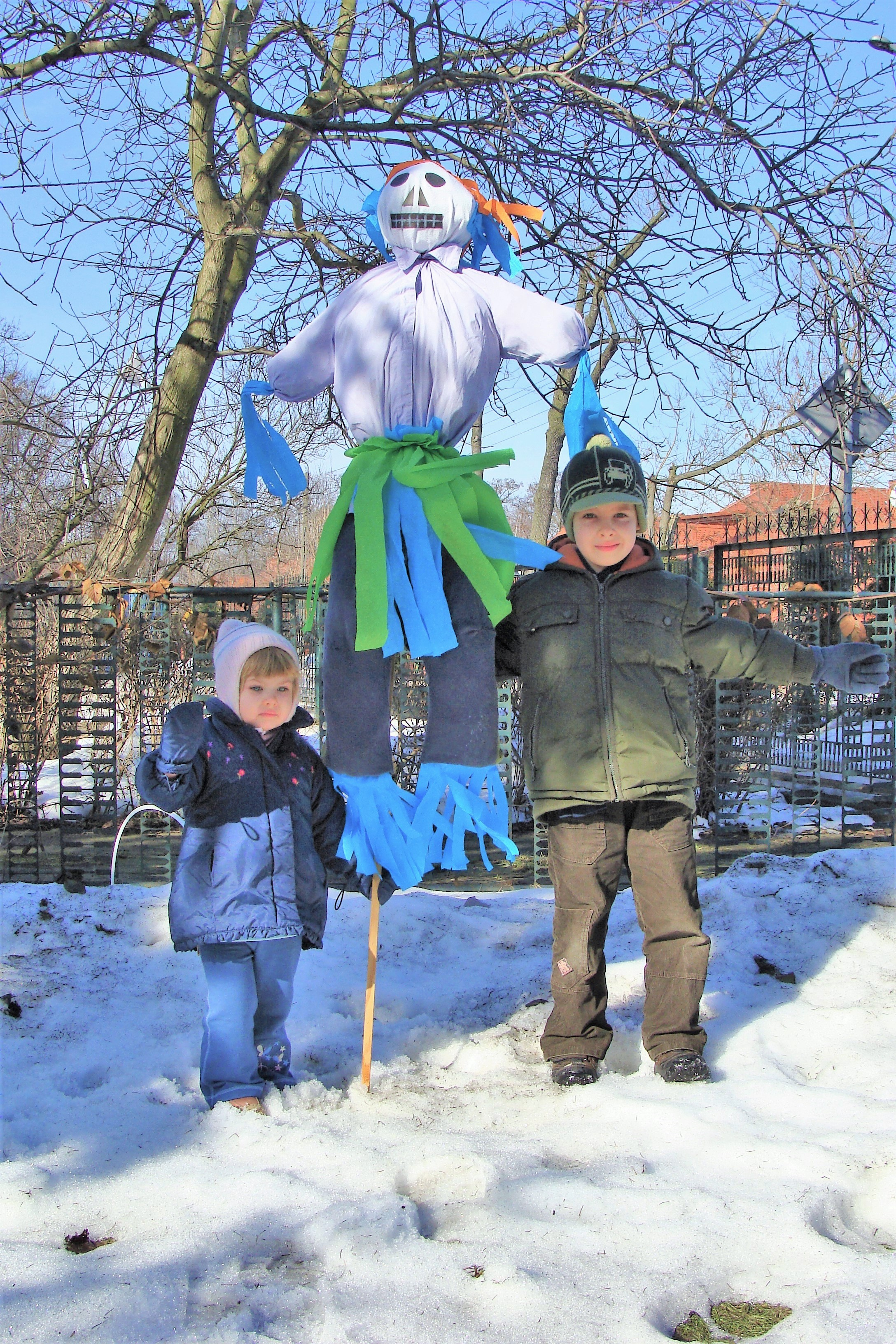
Morana (Polonia)

Nella mitologia slava, Morana Marzanna (in polacco), Marena (in russo), Mara (in ucraino), Morana (in ceco, sloveno, croato e serbo), Morena (in slovacco e macedone) o Mora (in bulgaro), è la dea della morte, dell'inverno e dell'oscurità ma anche della successiva rinascita in primavera. Il suo nome deriva dalla radice indoeuropea mer che significa "morire", "collassare". 
Secondo la cosmogonia del Libro di Veles Morana abita gli inferi assieme a Černobog e Zmaj in quelle che sono le radici dell'Albero del Mondo.